# Zuckmücken
Die Zuckmücken (Chironomidae), auch bekannt als Tanzmücken oder Schwarmmücken, sind eine Familie der Zweiflügler (Diptera) und gehören zu den Mücken (Nematocera). Weltweit leben etwa 5000 Arten dieser Tiergruppe, etwa 570 Arten sind aus Deutschland bekannt. Es handelt sich dabei um meist sehr kleine bis mittelgroße Mücken mit Körperlängen zwischen zwei und 14 Millimetern.
Die Zuckmücken sind weltweit verbreitet und kommen sogar in Extremlebensräumen vor, in denen andere Insekten nicht leben. So findet man die Vertreter der Gattung Clunio auf den Ozeanen und die Art Belgica antarctica dauerhaft auf dem antarktischen Kontinent.
Durch das massenhafte Auftreten haben Zuckmücken eine große Bedeutung in der Nahrungskette. Zuckmückenlarven stellen die Hauptnahrung vieler Fische dar. Ausgewachsene Zuckmücken werden von vielen Vögeln als Grundnahrung für die Aufzucht ihrer Jungen genutzt.

## Merkmale der Zuckmücken
Wie die Stechmücken (Culicidae) sind auch die Zuckmücken weichhäutig und filigran gebaut. Die Mundwerkzeuge sind zum Stechen und Blutsaugen nicht geeignet, bei vielen Arten sind sie auch gänzlich rückgebildet. Die Antennen sind in Wirteln behaart, so dass sie gut zur Aufnahme von Schwingungen geeignet sind. Diese werden an das johnstonsche Organ geleitet und dort verarbeitet. Die Brust ist hochgewölbt, die Flügel sind meistens sehr gut ausgebildet. Sie können jedoch auch bei einem oder bei beiden Geschlechtern mehr oder weniger stark zurückgebildet sein (etwa bei der Gattung Clunio).

## Lebensweise der Zuckmücken

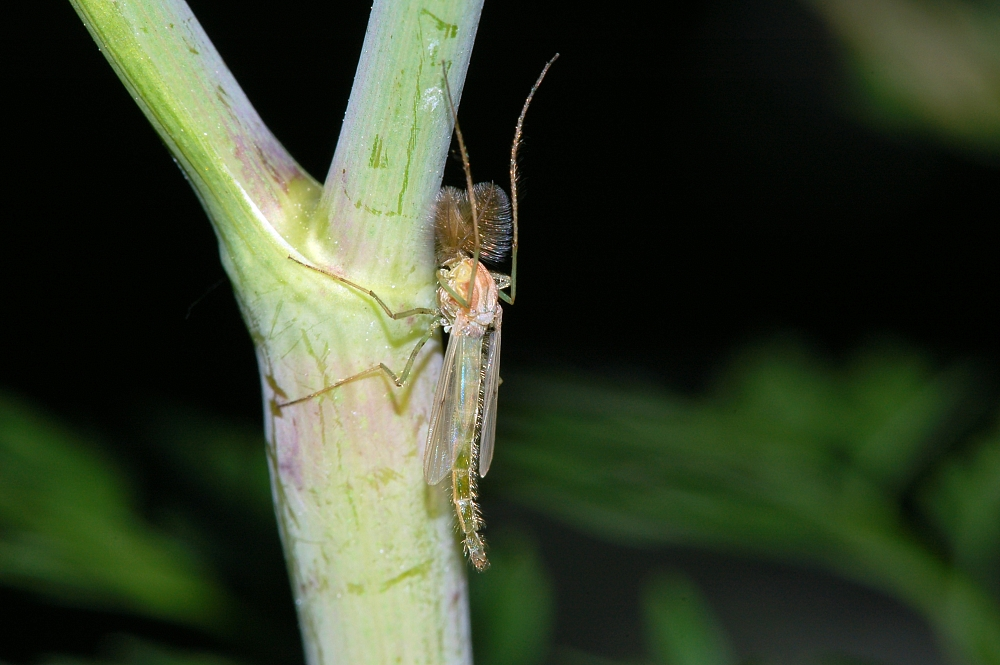

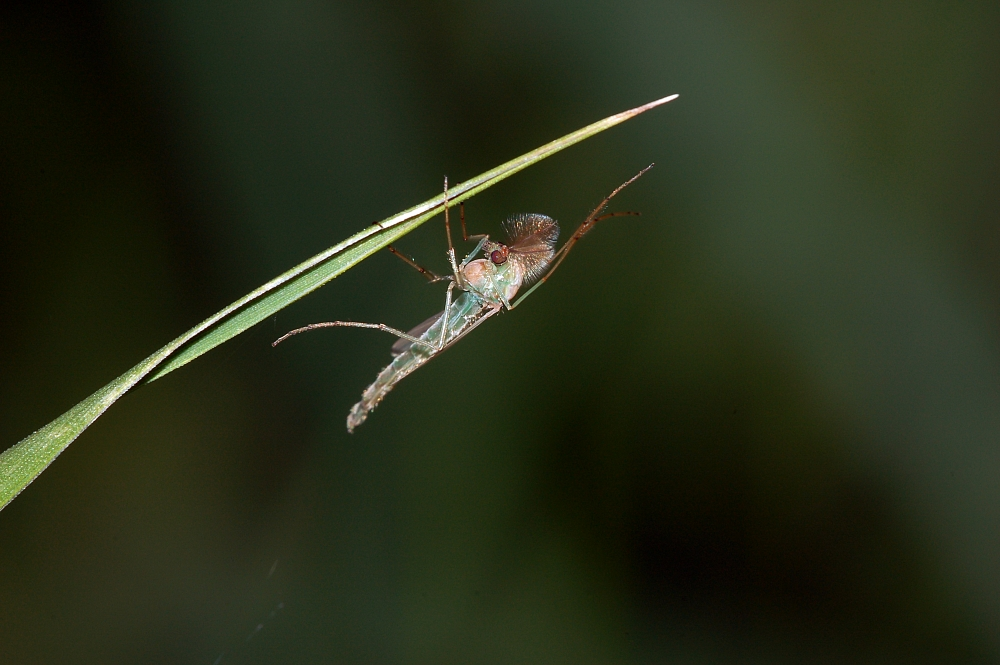

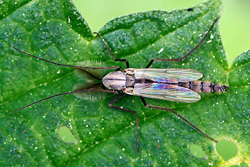

Die meisten Arten der Zuckmücken ernähren sich von Nektar und Honigtau. Die Lebensdauer der Imagines beträgt allerdings höchstens einige Tage.
Ihren Namen verdanken die Zuckmücken der Eigenschaft, dass sie auch in Ruhe immer zuckende Bewegungen der frei nach vorn gerichteten Vorderbeine durchführen (χειρονόμος Gestikulierer, Dirigent). Die Bedeutung dieser Zuckungen ist unbekannt. Die Flügel werden in Ruhe dachartig auf den Körper gelegt.
Die meisten Zuckmücken bilden große Schwärme zur Partnerfindung, sogenannte Tanzschwärme, die bei Massenvorkommen an Rauchschwaden erinnern können. Ein Ausrücken der Feuerwehr aufgrund dieser Schwärme ist mehrfach belegt. Die Schwärme bestehen vorwiegend – bei manchen Arten auch ausschließlich – aus Männchen und treten artspezifisch zu bestimmten Tageszeiten und vorwiegend bei Windstille oder nur schwachem Wind auf. In den Tanzschwärmen steigen die Männchen immer wieder auf und ab. Die artspezifische Frequenz des Flügelschlags führt zu einem Summton, der Weibchen der gleichen Art anlockt. Diese werden im Flug ergriffen und begattet. Auch ein gleichzeitiges Schwärmen verschiedener Arten kommt vor, das führt aber wegen der unterschiedlichen Frequenz innerhalb der Schwärme nicht zu einer Vermischung der Arten, zumal sie sich in unterschiedlicher Höhe über dem Boden aufhalten. Die Partnerfindung innerhalb des Schwarms ist bislang nicht aufgeklärt. Die Auswahl des Ortes ist ebenfalls teilweise nicht geklärt, bei manchen Sumpfarten wirken jedoch Methangase anlockend und schwarminduzierend. Eine Wasseroberfläche wird aufgrund des polarisierten Lichtes erkannt.
Die Flughöhe einer Zuckmücke bzw. eines Schwarms ist im Allgemeinen abhängig von der jeweiligen Art, von der Höhe des Aufenthaltsortes über Meeresspiegel, vom Wetter, Luftdruck, der Temperatur und den Lichtverhältnissen. Bei warmem, windstillem Wetter mit leichter Bewölkung ohne starke, direkte Sonneneinstrahlung kann von einigen Arten eine große Flughöhe erreicht werden, denn sie benutzen auch thermische Aufwinde und können so an manchen Orten in Höhen von über 100 m über Boden gelangen. Bei kühler, windiger oder gar regnerischer Witterung fliegen viele Zuckmücken, wenn überhaupt, nur kurze Distanzen und verbleiben eher in Bodennähe. Deshalb gelten bestimmte Zuckmücken als wirbellose Wetterfeen, nach denen die Schwalben ihre Flughöhe anpassen, da sie sich zum Großteil von Zuckmücken ernähren.
Die Isolierung der Arten gegeneinander erfolgt häufig durch jahreszeitlich verschiedenes Auftreten der Imagines. So konnten am Plöner See jahreszeitliche Vorkommen registriert werden, nach denen die Tiere klassifiziert werden können. Zu den Vorfrühlingsarten (März/April) gehören demnach Chaetocladius und Trissocladius grandis, die Frühlingsarten (April/Mai) bilden Stietochironomus crassiforceps und Microtendipes pedellus. Die Sommerarten (Juni bis August) bilden Psectrocladius sordidellus und viele andere Arten, hierbei handelt es sich um die Hauptschlüpfzeit der Zuckmücken. Als ausgesprochene Herbstart (September/Oktober) wurde Chironomus plumosus eingestuft.
Zur Fortpflanzung fliegen die Weibchen wahrscheinlich optisch geleitet einen Männchenschwarm an, woraufhin es zu starker Erregung der Männchen kommt. Bei einigen Arten wird das Weibchen von oben kommend von einem Männchen mit den Vorderbeinen gegriffen; die Kopulation beginnt bereits in der Luft und wird dann meist am Boden vollendet. Auch dieses Verhalten ist artspezifisch: bei anderen Arten erfolgt auch die gesamte Kopulation im Flug, bei wieder anderen geht sie nur auf dem Substrat vonstatten. Häufig fliegen Weibchen wahllos in einen Schwarm einer anderen Art, die artgerechte Kopulation wird allerdings dadurch gesichert, dass die Fortpflanzungsorgane arttypisch nach dem Schlüssel-Schloss-Prinzip aufeinander abgestimmt sind. Wie bei den meisten Zweiflüglern wird das Sperma in Form einer Spermatophore übertragen.
Die Weibchen beginnen mit der Eiablage sofort nach der Kopulation, bei einigen Arten kommt auch Parthenogenese vor. Die Eier werden meistens in der Dämmerung oder in der Nacht abgelegt und die Ablage erfolgt artspezifisch unterschiedlich. Bei Chironomus plumosus und Chironomus anthracinus werden die Eiballen über der freien Wasserfläche abgeworfen, die Larven entwickeln sich in den sauerstoffarmen Tiefenschichten der Gewässer. Bei anderen Arten werden die Eiballen an irgendwelche Gegenstände am Wasserspiegel angeheftet oder am Ufer von stehenden oder fließenden Gewässern abgelegt. Manchmal erfolgt die Eiablage auch auf feuchtem Substrat außerhalb des Wassers. Durch das starke Aufquellen der Gallerthülle der Eier bilden sich typische Eiballen aus, die ein Vertrocknen auch bei Trockenfallen verhindern.

## Larvalentwicklung

### Die Larven
Die Larven der Zuckmücken sind im Habitus recht gleichförmig gebaut. Es handelt sich um durchweg schlanke, wurmförmige Larven mit Kopfkapsel (eucephal). Arttypisch unterschiedlich sind die Mundwerkzeuge, vor allem die Bezahnung des Labiums und der kräftigen Mandibeln. Entsprechend werden vor allem diese zur Bestimmung genutzt. Der Körper besteht aus drei Brust- und neun Hinterleibssegmenten und trägt am ersten Brustsegment ein Paar Stummelfüße. Am letzten Segment sitzt ein Nachschieber, der wie die Stummelfüße mit Häkchen und Borsten besetzt sein kann, bei Arten in Gebirgsbächen sogar zusätzlich einen medianen Saugnapf trägt. Die Stummelfüßchen und der Nachschieber ermöglichen eine relativ schnelle Fortbewegung auf dem Substrat. Die Atmung erfolgt über die Haut, die Tracheen sind immer geschlossen. Bei einigen, besonders in sauerstoffarmen Gewässern lebenden Arten wird die Atmung durch fädige Tubuli am Hinterleib ergänzt. Rund um den After können außerdem Analpapillen zur Osmoregulation ausgebildet sein.
Um die Atmung zu unterstützen, führen die Larven regelmäßig schlängelnde Bewegungen aus, die einen Wasserstrom um den Körper erzeugen. Besonders Arten in sauerstoffarmen Gewässern sind außerdem meist rot gefärbt, da sie zum Transport von Sauerstoff in ihrer Hämolymphe auch Hämoglobin benutzen und so noch effektiver im Wasser gelösten Sauerstoff aufnehmen können. Einige Arten wie etwa Chironomus riparius kommen phasenweise auch vollkommen ohne Sauerstoff aus (Anaerobiose).
Aufgrund der sehr unterschiedlichen Lebensweise werden die Zuckmückenlarven entsprechend ihrem Lebensraum in zwei Hauptgruppen aufgeteilt, die Wasserbewohner (aquatische Larven) und die Bodenbewohner (terrestrische Larven).
Die weitaus größte Anzahl der Zuckmückenlarven lebt im Wasser, und viele Arten zeigen dabei eine erstaunliche Anpassungsfähigkeit gegenüber den Umweltbedingungen dieses Lebensraumes. So kann man sie sowohl im Süßwasser als auch in Salzwasser mit bis zu 37 % Salzgehalt finden, außerdem an Ufern, in der Tiefe von Seen, in Gletscherseen, in Thermen mit bis zu 51 °C warmem Wasser, in Mineralquellen sowie in winzigen Wasseransammlungen in Blattachseln von Pflanzen (Phytotelmata). Manche Larven ertragen längeres Eintrocknen oder Einfrieren durch die Einlagerung von Glycerin in die Hämolymphe.
Zuckmückenlarven leben meistens im Substrat am Boden oder im Aufwuchs von Steinen und Pflanzen im Wasser. Aufgrund ihres manchmal massenhaften Vorkommens spielen sie eine wesentliche Rolle als Ernährungsgrundlage für räuberische Arthropoden (Krebstiere, Wassermilben und Wasserinsekten) und auch für Fische. Sehr viele Arten leben in selbst gebauten Gespinsten, wobei die Fäden in den Speicheldrüsen gebildet werden. Oft sind diese Röhren wie bei den Köcherfliegenlarven (Trichoptera) mit Substratelementen besetzt oder durch „Skelett“-Fäden versteift. Die Larven von Lithotanytarsus emarginatus leben oft massenhaft in kalkreichen Gebirgsbächen in Röhren, die durch die Tätigkeit Kalk absondernder Algen mit Kalk inkrustiert sind (Chironomiden-Tuff).
Aquatische Zuckmückenlarven leben meistens von Abbaustoffen im Wasser und von Algen. Diese bekommen sie durch Beweidung des Substrates (häufig Kieselalgen), oft jedoch auch durch Einsatz ihres Gespinstes als Fangnetz, in dem sich Schwebstoffe verfangen. Dieses Gespinst wird dann etwa alle zwei Minuten mitsamt Inhalt verspeist und neu erzeugt. Einige Psectrocladius-Arten fressen Fadenalgen der Gattung Spirogyra, die Larven von Cricotopus brevipalpis leben als Minierer in den Schwimmblättern von Potamogeton-Arten, Cricotopus trifasciatus-Larven leben als Halbminierer an der Oberfläche verschiedener Wasserpflanzen. Parachironomus tenuicaudatus frisst die leeren Puppenhüllen von Chironomus-Arten. Tanypus-Arten und nahe Verwandte leben sogar als Räuber und jagen andere Insektenlarven.
Viele Zuckmückenlarven leben auf anderen im Wasser vorkommenden Insektenlarven, beispielsweise auf denen der Eintagsfliegen, Libellen, Steinfliegen, Köcherfliegen, Großflügler oder Zweiflügler. Die interspezifische Wechselbeziehungen reichen dabei von Phoresie über Symbiose bis zu Parasitismus. Symbiocladius rhitrogenae setzt sich unter die Flügelscheiden von Eintagsfliegenlarven (Ephemeroptera), saugt dort die Hämolymphe des Wirtes und verpuppt sich auch dort. Zwei Nanocladius-Arten parasitieren Steinfliegen der Art Pteronarcys biloba. Andere Arten lassen sich von den Steinfliegenlarven nur herumtragen, um zu reichhaltigen Nahrungsquellen zu gelangen.
Zuckmückenlarven können auch auf oder in Schnecken, Muscheln, Korallen oder Schwämmen leben. Die Larven der Gattungen Xenochironomus und Oukuriella besiedeln Süßwasserschwämme und fressen sich durch das Schwammgewebe. Die Larve von Parachironomus varus baut ein Gehäuse auf den Häusern der Quellblasenschnecke (Physa fontinalis) und ernährt sich vom Gewebe der Schnecke. Sie kann auch die Öffnung verspinnen und damit die Schnecke töten.
Bei dieser ökologischen Vielgestaltigkeit ist es verständlich, dass etwa in einem Bach nebeneinander über hundert Chironomiden-Arten (als Larven) vorkommen können.
Im Boden und in anderen terrestrischen Lebensräumen leben ausschließlich Arten der Unterfamilie Orthocladiinae, die allerdings auch aquatisch sein können. Kennzeichnend für diese Arten sind verkürzte Antennen, eine teilweise Rückbildung der Stummelfüßchen und der Nachschieber zu harten Wülsten. Die Tiere haben unterschiedliche Feuchtigkeitsansprüche. Viele Arten leben in feuchten, gelegentlich sogar überschwemmten Moospolstern wie etwa Pseudosmittia virgo und Bryophaenocladius subvernalis. Paraphaenocladius impensus findet sich an Spülsäumen und in Uferwiesen; trockene Moospolster in Dächern oder Ritzen im Straßenpflaster bevorzugt Bryophaenocladius muscicola und Pseudosmittia- und Parasmittia-Arten finden sich in humusreichem Wiesen- und Waldboden. Camptocladius stercorarius schließlich lebt als Koprophage in weichem Dung. Die Nahrung dieser Arten besteht aus organischen Teilchen verschiedener Art, untermischt mit Sandkörnchen. Der Übergang zum Landleben ist bei den Zuckmückenarten sicherlich mehrfach erfolgt, da die dort zu findenden Arten nicht näher miteinander verwandt sind. Bei Pseudosmittia ruttneri kann eine sekundäre Rückkehr ins Wasser angenommen werden, da alle anderen Arten der Gattung landlebend sind.

### Die Puppen
Die Puppen der Zuckmücken sind ebenfalls ziemlich gleichartig gebaut. Die Verpuppung erfolgt immer nach vier Stadien. Sie besitzen meist Hörnchen als Atmungsorgane an der Brust (Prothorakalhörner). Diese fehlen bei einigen Arten ganz, vor allem bei Bewohnern von sauerstoffreichem Wasser oder den im Meerwasser lebenden Clunio-Arten sowie bei vielen terrestrischen Arten. Aufgrund der Lebensweise unterscheidet man die Puppen in frei bewegliche Formen und Gehäusepuppen.
Die frei beweglichen Puppen besitzen Atemhörner mit offener Verbindung zum Tracheensystem. Sie hängen sich zum Atmen an die Wasseroberfläche und lassen sich bei Störung purzelnd in die Tiefe fallen. Als Schwimmorgan dient ein Haarfächer am letzten Hinterleibssegment. Zu diesen Formen gehören vor allem die Angehörigen der Unterfamilie Tanypodinae.
Bei den Puppen, die in Gehäusen leben, sind die Atemhörnchen einfach oder wie Tracheenkiemen gefingert, gegen das Tracheensystem sind sie immer verschlossen. Die Verpuppung erfolgt in der mehr oder weniger modifizierten Wohnröhre der Larve, wobei diese oft verkürzt und etwas erweitert wird. Bei manchen Arten ist sie zur Verpuppung mit einem siebartigen Deckel versehen, der das Atemwasser durchlässt. Die Wasserzufuhr erfolgt durch rhythmische Schwingungen des Hinterleibes. Die Puppe verlässt vor dem Schlüpfen der Imago das Gehäuse, unterstützt durch die Bewegung des Hinterleibsendes und wird mit dem Wasser ans Ufer getragen. Bei stehenden Gewässern schwimmt sie aktiv mit Hilfe des Schwimmfächers an die Oberfläche oder steigt passiv durch eine Luftansammlung zwischen Puppenhaut und Imago auf. Die Imago schlüpft innerhalb weniger Sekunden und fliegt davon. Bei den terrestrischen Puppen gibt es keinerlei Schwierigkeiten beim Schlupf. Die Arten schlüpfen zu unterschiedlichen Tageszeiten. So schlüpft etwa Chironomus thummi während des Tages, Chironomus plumosus erst am Abend.
Bei den meisten Arten der Zuckmücken gibt es nur eine Generation im Jahr, wobei die längste Zeit auf das Larvenstadium entfällt und sowohl das Puppen- als auch das Imagostadium nur wenige Tage ausmachen. Die Überwinterung erfolgt als Larve.

## Besonderheiten bei den Meeresarten der GattungClunio
Die Arten der Gattung Clunio und einige nahe verwandte Arten entwickeln sich im Meerwasser, so etwa die Art Clunio marinus, welche an der europäischen Atlantikküste zu finden ist. Die Wohnröhren der Larven befinden sich auf Fels- oder Sandboden der unteren Gezeitenzone. Die Weibchen der Arten sind durchweg ungeflügelt, die Männchen tragen bei den meisten Arten gut entwickelte Flügel, es gibt jedoch auch solche mit verkümmerten oder gar keinen Flügeln. Die Männchen besitzen außerdem große Genitalzangen, mit denen das Weibchen gegriffen und herumgeschleppt wird. Dabei wird es häufig noch aus der Puppenhülle gezerrt. Das Weibchen kann jedoch auch allein schlüpfen (außer bei Clunio aquilonius aus Japan). Die Fortpflanzung kann allerdings nur in der Zeitspanne innerhalb der ersten zwei Stunden nach dem Schlüpfen aus der Puppenhülle erfolgen. Das Treffen wird dadurch gewährleistet, dass alle Imagines nur an den Tagen unmittelbar nach Voll- beziehungsweise Neumond zur Zeit des Niedrigwassers schlüpfen, dabei die Männchen etwas früher als die Weibchen. Die Schlupfzeit wird dabei von sogenannten biologischen Uhren gesteuert. Im Rahmen der Erforschung dieser biologischen Uhren wurde unter anderem auch das Genom von Clunio marinus sequenziert.
Bei Clunio aquilonius Tokun. sucht das Männchen auf der Wasseroberfläche gleitend eine weibliche Puppe auf, die sich nur mit Hilfe des Männchens zur Imago häuten kann. Dies berührt die Puppe mit den Vorderfüßen, die Puppenhaut platzt vorn-oben auf und wird nun in wenigen Sekunden vom Männchen mit den Hinterfüßen und Genitalzangen nach hinten gestreift. Direkt anschließend erfolgt die Begattung und die Eiablage, das Weibchen stirbt auf dem Gelege.

### Verbreitungsstrategie
Erwachsene Schwarmmücken selbst können zwar fliegen, haben jedoch nur einen kleinen Flugradius von etwa einem Kilometer. Die Flügel verlieren sie nach einer gewissen Zeit wieder.
Den Radius erweitern sie gehörig, indem sie als Larven im Darm von Zugvögeln mitfliegen, um neue Lebensräume erschließen zu können. Das haben Forscher der Biologischen Station in Doñana bei der Untersuchung der Exkremente von Uferschnepfen in einem Marschgebiet (Schwemmland) in Andalusien entdeckt.
Die Uferschnepfe ernährt sich bevorzugt von Mückenlarven und ist ein Zugvogel. Auf dem Weg nach Süden und zurück rastet die Schnepfe in Marschgebieten. Im Brackwasser oder Salzwasser der Marschgebiete leben wiederum die Larven der Schwarmmücke Chironomus salinarius – sie sind deshalb tolerant gegen wechselnden Salzgehalt in ihrer Umgebung. Die Forscher fanden Larven in der Hälfte der Fäkalienproben der Vögel, welche den Weg durch den Verdauungstrakt der Vögel unbeschadet überstanden haben. Auf diese Weise gelangen die Larven unabhängig von der Jahreszeit in Gebiete, welche ihnen ansonsten nicht zugänglich wären.

## Fossile Belege
Der älteste sichere Beleg fossiler Zuckmücken geht auf einen Fund aus triassischer Lagerstätte (Rhaetium) auf den Britischen Inseln zurück. In erster Linie sind Fossilien dieser Familie aber als Einschlüsse in Bernstein bekannt und können in Funden aus fast allen bedeutenden Bernsteinlagerstätten nachgewiesen werden. Die ältesten Belege gehen auf die Untere Kreide zurück (ca. 130 Mio. Jahre, Libanon-Bernstein), die jüngsten auf Dominikanischen Bernstein (Unteres Miozän bis Eozän, 25 bis 40 Mio. Jahre).
Die meisten fossilen Zuckmücken stammen aus dem eozänen Baltischen Bernstein (40 bis 50 Mio. Jahre). In einigen bedeutenden Sammlungen organischer Einschlüsse in Baltischem Bernstein machen die Chironomidae einen Anteil bis zu 45 % aller Nematocera aus.
Besonders erwähnenswert ist der Fund einer weiblichen Kriebelmücke im Baltischen Bernstein, die sich mit einer Zuckmücke in copula befindet. Die Fühler der männlichen Zuckmücke waren offenbar von Nematoden befallen, so dass der erwählte Geschlechtspartner nicht mehr exakt erkannt werden konnte.

## Arten (Auswahl)
- Belgica antarctica
- Chironomus plumosus
- Chironomus riparius
- Microtendipes pedellus
- Polypedilum vanderplanki